# 冯如墓
冯如墓位于广东省广州市黄花岗公园内，是中国航空先驱冯如的墓葬。
有方柱形、顶部收尖的墓碑一座，高约4米。正面镌刻“中国创始飞行大家冯君如之墓”，左右两侧刻有《民间第一飞行家冯如墓之墓志铭》。碑后刻有临时大总统孙中山按少将阵亡例抚恤冯如家属及事迹宣付国史馆的命令。
1983年8月，冯如墓公布为广州市文物保护单位，类型为近现代重要史迹及代表性建筑。冯如墓的历史年代为1921年。